# Baileya pleniradiata
Baileya pleniradiata là một loài thực vật có hoa trong họ Cúc. Loài này được Harv. & A.Gray ex A.Gray mô tả khoa học đầu tiên năm 1849.